# أيل فلبيني مرقط
الأيل الفلبيني المرقط (الاسم العلمي: Rusa alfredi) نوع من الأيائل المهددة بالانقراض، متوطن في الفلبين. لم يكن مصنفاً كنوع منفصل حتى سنة 1983.

## اقرأ كذلك
- قائمة مزدوجات الأصابع حسب العدد